# زنیکس
زنیکس (به انگلیسی: Xenix) یک نسخه انحصاری از سیستم‌عامل یونیکس بود که توسط شرکت مایکروسافت توسعه داده شد. توسعه این سیستم‌عامل امروزه متوقف شده‌است. در اوخر دهه ۱۹۸۰، بر اساس تعداد کامپیوترهایی که آن را اجرا می‌کردند، زنیکس رایج‌ترین نسخه از سیستم‌عامل یونیکس بود.

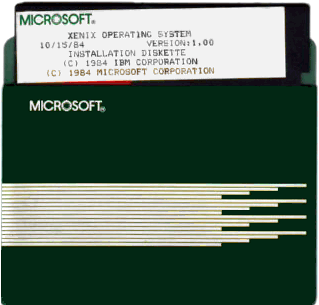
زنیکس ۱٫۰۰ بر روی فلاپی دیسک